# 魔法戀學苑
《魔法戀學苑》是日本少女漫畫家藪內優所創作的少女漫畫作品。

## 概要
《魔法戀學苑》從2010年3月開始在小學館的《Ciao》雜誌2010年4月號開始以《魔法戀學苑！》（まほちゅー!）的名稱連載。而每個系列連載的同時，改變一部分的標題，至2011年7月1日為止使用過三種不同的標題。在2011年1月號（2010年12月出版）開始使用《魔法戀學苑！＋》（まほちゅー!+）標題。在2011年8月號（2011年8月出版）開始以《魔法戀學苑！＆》（まほちゅー!&）標題連載。而在2010年12月號（2010年11月出版）以及2011年7月號時休載一集（2011年6月出版），最終回在2011年12月發行的《Ciao》雜誌2012年1月號刊載後結束連載，一共發行四本單行本。在台灣的繁體中文版是由尖端出版所代理發行，並且在《甜芯少女漫畫月刊》2010年8月號（2010年8月出版）開始連載。
《魔法戀學苑》的故事主要描繪女主角在母親的決定之下被迫就讀魔法學校中學部，所發生的一連串的事件，有友情、歡笑以及戀愛的學園奇幻漫畫。

### 系列標題
在Ciao雜誌連載時，曾經使用過下列標題，而漫畫單行本出版時則維持原標題。
- 《魔法戀學苑！》（まほちゅー!）（Ciao2010年4月號至同年11月號）
- 《魔法戀學苑！＋》（まほちゅー!+）（Ciao2011年1月號至同年6月號）
- 《魔法戀學苑！＆》（まほちゅー!&）（Ciao2011年8月號開始）

## 故事簡介
天王洲艾茹是個活潑開朗的女孩子，小學畢業時的時候，期待著如花朵般的中學生活，不過突如其然的從母親那邊得知自己來自魔法世家並擁有魔法的能力，被迫與小學時期的朋友告別，獨自一人就讀私立真秀等場學園中學部。究竟艾茹的中學生活會變成如何？並且艾茹擁有的魔法是怎麼樣……？

## 登場人物
登場人物的名字以日本鐵路車站的名稱命名，在日語版當中一部分的日語漢字與讀音念法與現有的車站名稱有所差異。

### 學生
天王洲 艾茹
本作品的女主角，個性有點少根筋又冒失的女孩子。期待著如花朵般的中學生活的艾茹，因為有「魔女的血統」的關係，所以插班就讀私立真秀等場學園，十二年一度的插班生。她是「幸運」魔法的持有者，但是她的魔法無法隨心所欲的使用，而是受到精神與肉體上的傷害才會發動。射手座O型。留著長髮頭上戴著貓耳風格的絲帶，並且綁成雙馬尾。眼睛的顏色是紫色，頭髮的顏色是淡黃色。喜歡同班的出雲三成，跟井川櫻花是戀愛上的勁敵。口頭禪是「艾茹我是個幸運星喔！！」（あいるがツイてる!!）。名字的由來是東京單軌電車以及東京臨海高速鐵道位於東京都品川區的天王洲島站。
出雲 三成
與艾茹同班的男孩子，金牛座AB型。有著尖銳的眼睛在外表看起來難以親近的感覺。他是「讀心」魔法的持有者，能夠聽見別人的真心話，因此他聽到大量的聽到人們內心的話語，而個性變得比較陰暗並考慮過多。在中等部遇見艾茹之後，看見天真無邪的艾茹不顧一切去救他的時候，被她的行為所吸引。不擅長應付包括龍在內的爬蟲類，甚至不敢靠近變成龍狀態的校長九頭龍湖與黑暗龍奥濱名湖。眼睛的顏色是金色，頭髮的顏色是銀色。名字的由來是JR西日本木次線位於島根縣的出雲三成站。
丹後 由良
與艾茹同班的女孩子，雙子座A型，留著帶有波浪的馬尾，眼睛的顏色是紅色，頭髮的顏色是深藍色，個性和善但是有一點粗暴。她是「風」魔法的持有者。當發現大和調戲艾茹的時候，經常拿出千折扇打大和。名字的由來是北近畿丹後鐵道宮津線位於京都府的丹後由良站。
近江 舞子
與艾茹同班的女孩子，巨蟹座B型，留著短髮。她是擁有「水」魔法的持有者，她是老師眼中的資優生，由於她思考的水平太高，就連三成都無法讀取她的內心，是個不可思議的人。由於她面無表情，在生氣跟笑的時候相貌完全沒有變化。眼睛的顏色是水色，頭髮的顏色是淡紫色。名字的由來是JR西日本湖西線位於滋賀縣的近江舞子站。
武藏 大和
與艾茹同班的男孩子，天秤座O型。而他是擁有「瞬間移動」魔法的持有者。一見到艾茹就打算說服她跟他約會，常常遭到由良用千折扇痛打一頓。眼睛的顏色是綠色，頭髮的顏色是褐色。名字的由來是西武鐵道多摩湖線位於東京都的武藏大和站。
井川 櫻花
三成的青梅竹馬，是個才色兼備的女孩子。她是「調和」魔法的持有者，個性非常強勢，一旦生氣時會說出像男性般粗暴的語氣。眼睛與頭髮的顏色皆為褐色。在三年前的6月10日與校長九頭龍湖的對手黑暗龍奥濱名湖強行拉進鏡子之後失蹤。而在艾茹的幫助之下從鏡子回到原來的世界，外表維持在小學四年級的時候沒有成長，但是她的成績非常優秀的關係，特別晉級到中學部並且與艾茹等人同班。實際上外表是小學四年級生，但是在中學部的測驗得到滿分，與成績最後一名的艾茹形成對比。名字的由來是JR東日本奧羽本線位於秋田縣的井川櫻站。
奥濱 名湖
暗黑龍，帶有尖銳的眼神，頭上戴著髮箍風格的絲帶。真面目為臉頰有藍色的倒三角型花紋的小型龍，經常以人類女孩子的模樣在真秀等場學園出沒。與校長九頭龍湖處於敵對的情勢。過去她被稱之為破壞神，被當成是危險的存在，而被封印在學園階梯旁的鏡子幾十年以上。擅長使用操縱溫度「冷」的魔法。名字的由來是天龍濱名湖鐵道天龍濱名湖線位於靜岡縣的奥濱名湖站。
安積 永森
就讀三年級的學生會長，擅長使用「記錄」的魔法。名字的由來是JR東日本東北本線位於福島縣的安積永盛站。
伊賀 和志
在第1話登場艾茹等人的同班同學，穿著打扮如同忍者。名字的由來是JR西日本三江線位於廣島縣的伊賀和志站。

### 教師
九頭 龍湖
私立真秀等場學園的守護神，同時也是學園的校長。擅長使用操縱溫度「熱」的魔法。名字的由來是JR西日本越美北線（九頭龍線）位於福井縣大野市的九頭龍湖站。
和賀 仙人
艾茹等人的級任導師。是「復原」魔法的持有者，外貌上非常年輕的模樣。每當有人使用魔法時會說「不能為了自己的利益與慾望使用魔法」。名字的由來是JR東日本北上線位於岩手縣的和賀仙人站。
早月 加積
艾茹等人的音樂教師，在音樂課的時候給艾茹等人直笛。擁有性感身材的美女，當她吹直笛的時候受到青春期男學生注目。名字的由來是富山地方鐵道本線位於富山縣的早月加積站。
東 梓馬
《魔法戀學苑！＋》第一話首次登場的神秘男性，艾茹在走廊碰撞時遇到，連忙道歉離開後看著她的背影說著「她就是幸運魔法的持有者天王州艾茹」，在艾茹班上擔任兩周教育實習老師。是「催眠」魔法的持有者，被他施展魔法的人，變得不能使用魔法。名字的由來是東武鐵道龜戶線位於東京都墨田區的東吾嬬站。

### 其他
艾茹的母親
艾茹的母親，在13歲的時候習得魔法。認識和賀仙人。
繪美
艾茹小學時代的好友，現在就讀公立的中學，經常彼此以手機簡訊連絡。對於魔法跟真秀等場學園等事情都不了解，有一天跟穿著真秀等場學園制服的艾茹再度相遇，並且笑稱說「住在不同的世界」。名字的由來是JR東日本內房線位於千葉縣鴨川市的江見站。

## 用語
私立真秀等場學園
艾茹等人就讀的學校，主要教導魔法為主，在這間學校不常有插班生進來就讀，因此身為插班生的艾茹是非常稀有的情形。學校的理化教室而是以「魔教室」（マホ室）的名義存在，而上下課鐘聲是「魔～法　魔法～」（マホ～ン　マホホ～ン）的聲音，艾茹等人的班級是「一年魔組」（1年ま組），在作品當中有描繪出「法組」的存在。

## 書籍資訊
《魔法戀學苑》的漫畫版單行本由小學館出版發行，單行本一共發行四冊。台灣地區由尖端出版所代理發行。
| 冊數 | 日文版                 | 發售日期       | 台灣中文版        | 發售日期       |
| ---- | ---------------------- | -------------- | ----------------- | -------------- |
| 1    | ISBN 978-4-09-133438-1 | 2010年11月1日  | EAN 4717702241346 | 2011年9月22日  |
| 2    | ISBN 978-4-09-133776-4 | 2011年4月28日  | EAN 4717702243081 | 2012年1月16日  |
| 3    | ISBN 978-4-09-134094-8 | 2011年11月30日 | EAN 4717702249335 | 2012年12月21日 |
| 4    | ISBN 978-4-09-134566-0 | 2012年6月29日  | EAN 4717702252960 | 2013年9月24日  |

## 外部連結
- Ciao官方網站 （页面存档备份，存于） （日語）
- 原作者藪內優的網站「Utopia」 （页面存档备份，存于） （日語）